# The Love Songs (album de Peter Hammill)
Pour les articles homonymes, voir Love Songs.
Albums de Peter Hammill
Loops and Reels
(1983) The Margin
(1985)
The Love Songs est une compilation de Peter Hammill sur le thème de la relation amoureuse, sorti en 1984.

## Liste des titres
1. Just Good Friends
2. My Favourite
3. Been Alone so Long
4. Ophelia
5. Again
6. If I could
7. Vision
8. Don't Tell Me
9. The Birds
10. This side of the Looking-Glass